# اگنک
اُگُنِک (به لهستانی: Ogonek) نمادی است به‌شکل یک قلاب که در امتداد سوی پایینیِ حروف در برخی الفباهای زبان‌های اروپایی و الفبای نوینِ برخی زبان‌های بومی آمریکا به‌کار برده می‌شود. اُگُنِک در زبان لهستانی به‌معنای دُنبالک است.
 ęųįą 
ĘŲĮĄ

## کاربردها
- زبان لهستانی: ą, ę
- زبان کاشوبی: ą
- زبان نیااسلاوی: ę, ǫ
- زبان لیتوانیایی: ą, ę, į, ų، در گذشته این نماد نشان‌دهندهٔ واکهٔ خیشومی بوده، ولی امروزه کاربردش در مشخص‌کردن واکهٔ بلند است.
- در زبان‌های بومی آمریکا، اُگُنِک برای نشان‌دادن واکهٔ خیشومی به‌کار می‌رود.